# Садова (Мазовецьке воєводство)
Садова (пол. Sadowa) — село в Польщі, у гміні Ломянки Варшавського-Західного повіту Мазовецького воєводства.
Населення — 660 осіб (2011).
У 1975-1998 роках село належало до Варшавського воєводства.

## Демографія
Демографічна структура станом на 31 березня 2011 року:
|          | Загалом | Допрацездатний вік | Працездатний вік | Постпрацездатний вік |
| -------- | ------- | ------------------ | ---------------- | -------------------- |
| Чоловіки | 353     | 62                 | 257              | 34                   |
| Жінки    | 307     | 65                 | 191              | 51                   |
| Разом    | 660     | 127                | 448              | 85                   |